# V504 Андромеды
V504 Андромеды (лат. V504 Andromedae) — двойная затменная переменная звезда типа W Большой Медведицы (EW) в созвездии Андромеды на расстоянии приблизительно 5005 световых лет (около 1535 парсеков) от Солнца. Видимая звёздная величина звезды — от +13,36m до +13,03m. Орбитальный период — около 0,6481 суток (15,554 часов).

## Характеристики
Первый компонент — жёлто-белая звезда спектрального класса F. Радиус — около 2,19 солнечных, светимость — около 9,651 солнечных. Эффективная температура — около 6869 K.
Второй компонент — жёлто-белая звезда спектрального класса F.